# Municipio de Sigtuna
Sigtuna (en sueco: Sigtuna kommun) es un municipio de la provincia de Estocolmo, Suecia, en la provincia histórica de Uppland. Su sede se encuentra en la ciudad de Märsta, aproximadamente a 37 km al norte de la capital sueca de Estocolmo. El municipio actual se formó durante la reforma municipal de 1971 con la fusión de Sigtuna y Märsta.

## Localidades
Hay cinco áreas urbanas (tätort) en el municipio:
| # | Tätort                 | Población |
| - | ---------------------- | --------- |
| 1 | Märsta                 | 29 162    |
| 2 | Sigtuna                | 9437      |
| 3 | Rosersberg             | 1815      |
| 4 | Ölsta y Steningehöjden | 1235      |
| 5 | Granby                 | 299       |

## Ciudades hermanas
Sigtuna esta hermanado o tiene tratado de cooperación con:
- Raisio, Finlandia
- Porsgrunn, Noruega
- Rakvere, Estonia